# L'assalto (film 1996)
L'assalto (The Assault) è un film statunitense del 1998 diretto da Jim Wynorski.

## Trama
A Stacy Randall, una detective, viene affidato il compito di proteggere una donna, Lisa Wilks, moglie di un trafficante di droga, da poco ucciso in uno scontro a fuoco tra bande rivali. Si teme che i criminali possano raggiungere e punire anche lei. Stacy fa pernottare Lisa in una comunità per donne senza fissa dimora ma la banda di spacciatori riesce a trovare il posto dove è nascosta. Stacy, con l'aiuto di Zigowski, dovrà proteggere la donna dagli assalti dei criminali.

## Produzione
Il film fu prodotto da Sunset Films International e diretto da Jim Wynorski. Jim Wynorski è accreditato anche come produttore. È una produzione di serie B basata su una storia di Melissa Brasselle (che interpreta Toni nel film).

## Distribuzione
Il film fu distribuito negli Stati Uniti l'8 ottobre 1998 dalla Sunset Films International.
Alcune delle uscite internazionali sono state:
- l'8 ottobre 1998 negli Stati Uniti (The Assault)
- nel 2000 in Italia (L'assalto)

## Promozione
La tagline è: "When Revenge Is The Only Option" ("Quando la vendetta è l'unica opzione.").